# Tasman (motore di rendering)
Tasman è un motore di rendering sviluppato da Microsoft per la versione Macintosh di Internet Explorer.
Nonostante esso disponga di un migliore supporto per gli standard, lo sviluppo e il supporto di Internet Explorer per il Macintosh sia attualmente interrotto, Tasman continua ad essere aggiornato, e la versione più recente è parte della versione 2004 di Microsoft Office per Mac.